# Morgan County (Utah)
Morgan County ist ein County im Bundesstaat Utah der Vereinigten Staaten. Beim United States Census 2020 hatte das County 12.295 Einwohner. Der Verwaltungssitz (County Seat) ist Morgan, das zugleich auch die größte Stadt im County ist.

## Geographie
Das Morgan County hat eine Fläche von 1582 Quadratkilometern, davon sind 4 Quadratkilometer Wasserflächen. Es grenzt im Uhrzeigersinn an folgende Countys: Weber County, Rich County, Summit County, Salt Lake County und Davis County.

## Geschichte
Morgan County wurde im Jahre 1862 gegründet. Es wurde nach Jededia Morgan Grant benannt, dem Vater von Heber J. Grant, welcher als Oberhaupt der Kirche der Mormonen vorstand.

## Demografische Daten

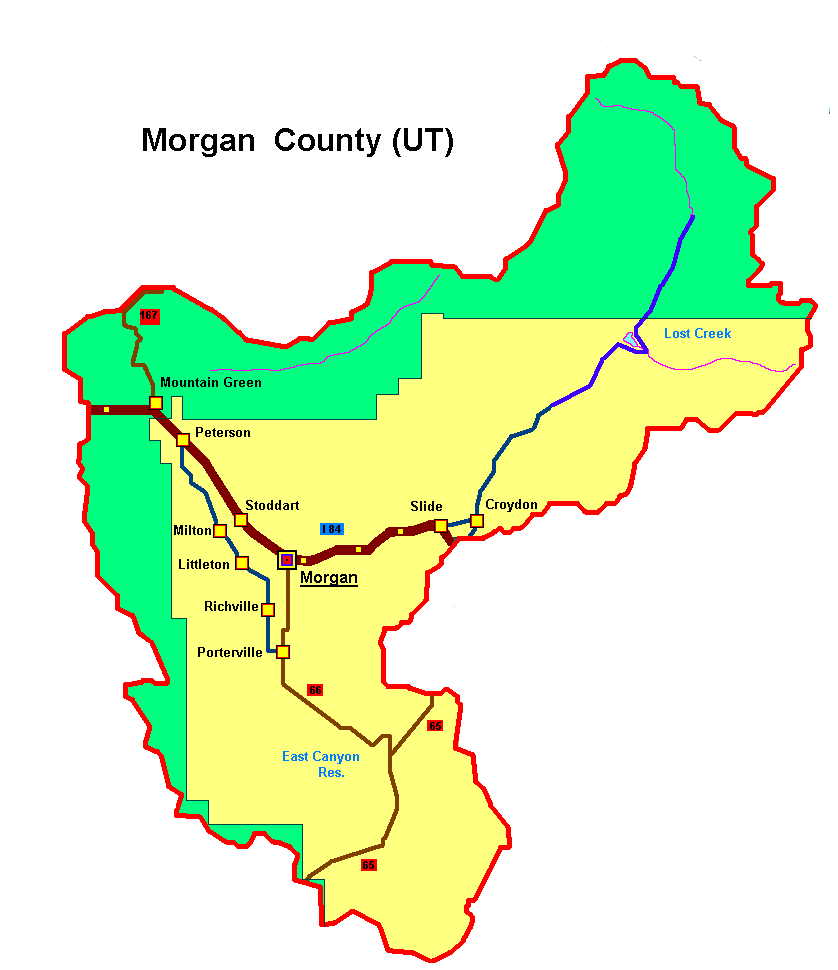
Karte des Countys

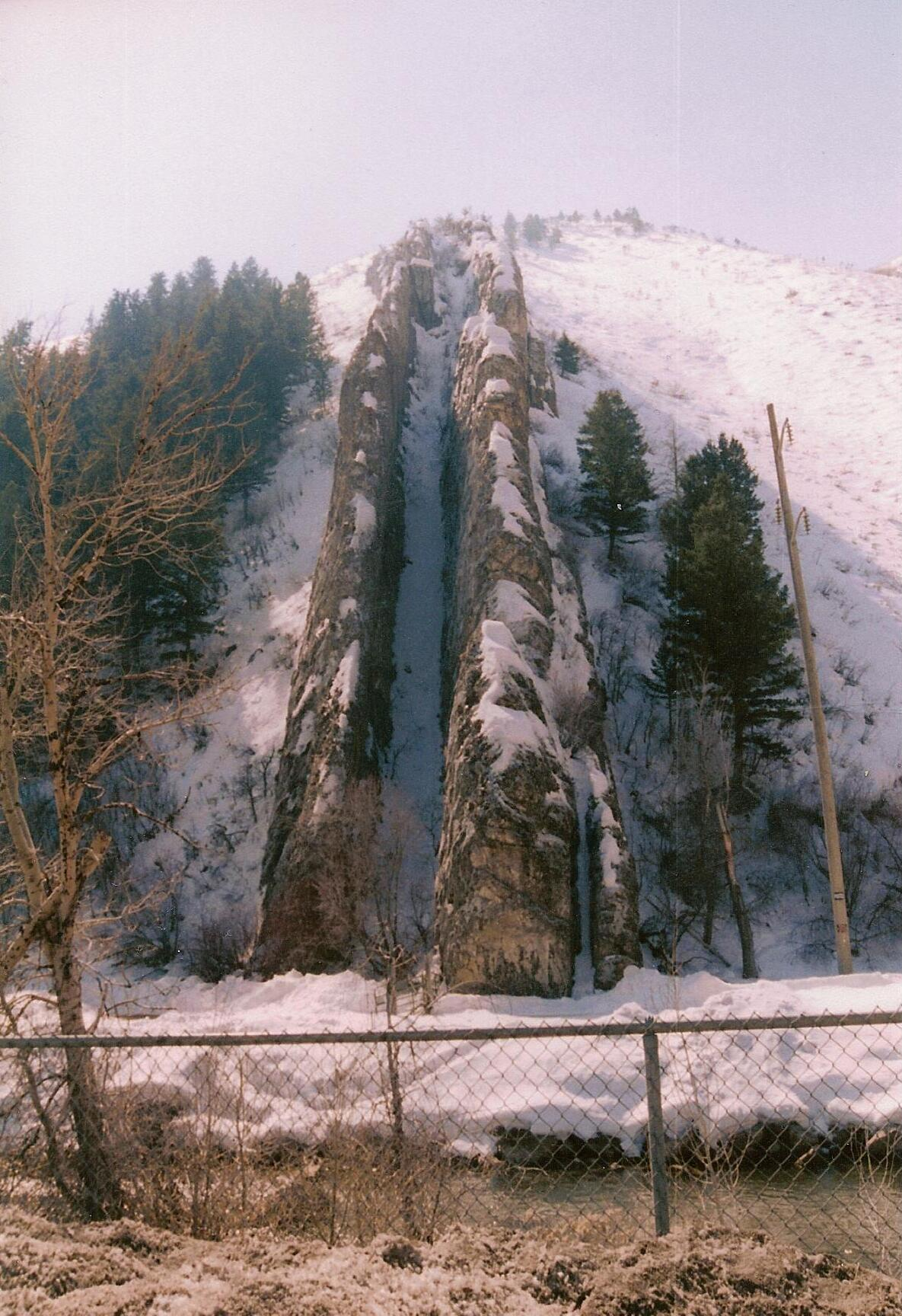
Devil’s Slide im Weber Canyon

Nach der Volkszählung im Jahr 2000 lebten im Morgan County 7129 Menschen. Es gab 2046 Haushalte und 1782 Familien. Die Bevölkerungsdichte betrug 5 Einwohner pro Quadratkilometer. Ethnisch betrachtet setzte sich die Bevölkerung zusammen aus 98,11 % Weißen, 0,04 % Afroamerikanern, 0,18 % amerikanischen Ureinwohnern, 0,15 % Asiaten, 0,00 % Bewohnern aus dem pazifischen Inselraum und 0,45 % aus anderen ethnischen Gruppen; 1,07 % stammten von zwei oder mehr ethnischen Gruppen ab. 1,44 % der Bevölkerung waren spanischer oder lateinamerikanischer Abstammung.
Von den 2046 Haushalten hatten 49,70 % Kinder und Jugendliche unter 18 Jahre, die bei ihnen lebten. 79,60 % waren verheiratete, zusammenlebende Paare, 5,60 % waren allein erziehende Mütter. 12,90 % waren keine Familien. 11,70 % waren Singlehaushalte und in 5,80 % lebten Menschen im Alter von 65 Jahren oder darüber. Die Durchschnittshaushaltsgröße betrug 3,48 und die durchschnittliche Familiengröße lag bei 3,81 Personen.
Auf das gesamte County bezogen setzte sich die Bevölkerung zusammen aus 37,10 % Einwohnern unter 18 Jahren, 9,70 % zwischen 18 und 24 Jahren, 24,30 % zwischen 25 und 44 Jahren, 20,20 % zwischen 45 und 64 Jahren und 8,70 % waren 65 Jahre alt oder darüber. Das Durchschnittsalter betrug 28 Jahre. Auf 100 weibliche Personen kamen 102,90 männliche Personen, auf 100 Frauen im Alter ab 18 Jahren kamen statistisch 99,70 Männer.
Das jährliche Durchschnittseinkommen eines Haushalts betrug 50.273 USD, das Durchschnittseinkommen der Familien betrug 53.365 USD. Männer hatten ein Durchschnittseinkommen von 42.350 USD, Frauen 23.036 USD. Das Prokopfeinkommen betrug 17.684 USD. 5,20 % der Bevölkerung und 3,70 % der Familien lebten unterhalb der Armutsgrenze. 5,70 % davon waren unter 18 Jahre und 6,90 % waren 65 Jahre oder älter.

## Städte und Orte
- Como Springs
- Croydon
- Devils Slide
- Enterprise
- Littleton
- Milton
- Morgan
- Mountain Green
- Peterson
- Porterville
- Richville
- Stoddard
- Taggarts